# Nur Hassan Hussein
Nur Hassan Hussein (en somalí: Nuur Xasan Xuseen, en árabe: نور حسن حسين), también conocido como Nur Adde, (Mogadiscio, 16 de febrero de 1937-Londres, 1 de abril de 2020) fue un político somalí. primer ministro de Somalia desde noviembre de 2007 hasta febrero de 2009. Fue sustituido por Omar Abdirashid Ali Sharmarke.

## Biografía
Después de estudiar derecho en la Universidad Nacional de Mogadiscio y en la Escuela Fiscal de Derecho, en Roma, pasó a ser el procurador general, un cargo que ocupó hasta 1991, cuando el país sucumbió en el caos.
El 22 de noviembre de 2007, Abdullahi Yusuf Ahmed, entonces presidente de Somalia, designó al Sr. Hussein como primer ministro del Gobierno Federal de Transición tras la renuncia anterior de Ali Mohammed Ghedi el 29 de octubre. Salim Aliyow Ibrow fue el primer ministro interino entre Gedi y el mandato de Hussein. Hussein fue aprobado por el Parlamento Federal de Transición en Baidoa el 24 de noviembre, con 211 votos de los 212, y fue juramentado inmediatamente después. El gobierno de Saddam Hussein, que él describe como "todo incluido", fue nombrado el 2 de diciembre con 73 miembros; El gobierno tenía 31 ministros, 11 ministros de estado y 31 viceministros. Hussein ha sido criticado por el tamaño inusualmente grande del gobierno somalí. Según Saddam Hussein, al nombrar al gobierno, siguió la fórmula o cuota "4.5" requerida por la Carta Federal de Transición de 2004, que establece la división de puestos entre cuatro clanes principales y un grupo de clanes más pequeños. Cuatro de los ministros - Hasan Muhammad Nur Shatigadud (que había sido nombrado Ministro de Seguridad Nacional), Abdikafi Hassan, Sheikh Aden Maden e Ibrahim Mohamed Isaq - renunciaron de inmediato el 4 de diciembre quejándose de que su clan, el Rahanwein (uno de los cuatro clanes principales), estaba mal representado en el gobierno. que no habían sido consultados previamente sobre sus citas. El 4 de diciembre, el viceministro de Asuntos Religiosos, Sheikh Jama Haji Hussein, también renunció, denunciando la asignación injusta de cargos al gobierno para su clan, el Jarerweyne, que es uno de los más pequeños. 
El 17 de diciembre, Hussein dijo que estaba reemplazando a su gobierno previamente designado por una "administración más pequeña y más eficiente". Se esperaba que este nuevo gobierno tuviera solo 17 ministros y cinco viceministros, así como personas fuera del Parlamento. 
Hussein nombró 15 ministros y cinco viceministros el 4 de enero de 2008, que prestaron juramento el 5 de enero. Tres ministros más aún tienen que ser nombrados. El 10 de enero, el Parlamento aprobó el nuevo Consejo de Ministros con 223 votos a favor, 5 en contra y 2 abstenciones.
Falleció el 1 de abril a los ochenta y dos años en un hospital de Londres donde fue ingresado cinco días antes a causa de la enfermedad de COVID-19.